# Леван Челідзе
Челідзе Леван Сергійович (ლევან ჭელიძე) — радянський і грузинський сценарист.

## Біографічні відомості
Народився 17 серпня 1934 р. Закінчив Тбіліський університет (1959) та Вищі курси сценаристів і режисерів у Москві (1962).
У кіно — з 1965 року, автор сценаріїв до ігрових кіно- і телефільмів.
Автор сценарію українського телефільму «Королі і капуста» (1978, 2 а).
Пішов з життя 29 березня 1995 року.

## Фільмографія
- «П'єр — співробітник міліції» (1965)
- «Дівчина і солдат», «Сонце, що заходить» (1970, новели з кіноальманаху «М'яч, рукавичка і капітан»)
- «Перша ластівка» (1975, у співавт.)
- «Не вір, що мене вже немає» (1975)
- «Справжній тбілісець й інші» (1976)
- «Сінема» (1977)
- «Королі і капуста» (1978, 2 а)
- «Здібності» (1978)
- «Перерва» (1978)
- «Тифліс — Париж і назад»  (1981)
- «Ану, дідусі!»  (1981)
- «У холодильнику хтось сидів» (1983)
- «Жовтий птах» (1983)
- «Б'ють — біжи»  (1984)
- «Злочин відбувся» (1984)
- «Браво, Альбер Лоліш!» (1987)
- «Ох, цей жахливий, жахливий телевізор» (1983)
- «Я хрещений батько Пеле» (1991, у співавт.) та ін.